# Comuna Hladkove, Bilokurakîne
Hladkove (în ucraineană Гладкове) este o comună în raionul Bilokurakîne, regiunea Luhansk, Ucraina, formată din satele Hladkove (reședința), Kalînova Balka, Kociîne-Rozpasiivka, Mîkolaiivka, Neanciîne, Novopokrovka, Pervomaiske și Popasne.

## Demografie
Componența lingvistică a comunei Hladkove
     Ucraineană (90,19%)
     Rusă (9,73%)
     Alte limbi (0,08%)
Conform recensământului din 2001, majoritatea populației comunei Hladkove era vorbitoare de ucraineană (90,19%), existând în minoritate și vorbitori de rusă (9,73%).